# Гамэр-бейим Шейда
Гамэрниса-бейим Ата-хан кызы Абраханова (азерб. Qəmərnisə bəyim Ata xan qızı Əbraxanova; 1881, Шуша, Елизаветпольская губерния, Российская империя — 1933, Баку, ЗСФСР, СССР) — азербайджанская поэтесса, правнучка Джафара Кули-хана Хойского и Ибрагима Халил-хана.

Окончила гимназию для девушек в Шуше. Будучи очарованной её стихами Хуршидбану Натаван дала ей псевдоним «Шейда». Немногие из её произведений сохранились. В Институте рукописей Национальной академии наук Азербайджана хранится два экземпляра её рукописей 1918 года: газель «Аган джаны», и пьеса «Потоп страдания» (азерб. Zülmün daşqını).